# Atalaia (Lourinhã)
Pour les articles homonymes, voir Atalaia.
Atalaia est une freguesia portugaise, située dans la municipalité de Lourinhã. Avec une superficie de 7,65 km2 et une population de 1 555 habitants (2001), sa densité est de 203,3 hab/km2.

## Géographie

### Localisation
Le village est limitrophe avec Lourinhã au nord, à l'est avec Santa Bárbara, au sud-est avec Ribamar ; il est bordé au sud-ouest par l'Ocean Atlantique.

## Héraldique
| Armes de Atalaia | Les armes de Atalaia se blasonnent ainsi : (pt) Escudo de prata, galeão de negro realçado de ouro, com mastreação de negro, destroçado e vestido de vermelho, com os panos rasgados, vogando sobre campanha diminuta de três burelas ondada de verde e prata, esta carregada de dois peixes de vermelho; em chefe duas armações de moinho de negro, cordoados do mesmo e vestidas de azul. Coroa mural de prata de três torres. Listel branco, com a legenda a negro : ATALAIA - LOURINHÃ. |